# Intelletto
L'intelletto (dal latino intellectus,-us, derivato dal participio passato del verbo intellìgere = intellègere, composto da intus e lègere che significa «leggere dentro», o diversamente da inter e lègere, nel senso di «raccogliere, scegliere») può essere genericamente definito come la capacità della mente umana  di intendere, concepire pensieri, elaborare concetti e formulare giudizi di natura universale su ciò che è vero o erroneo secondo realtà.

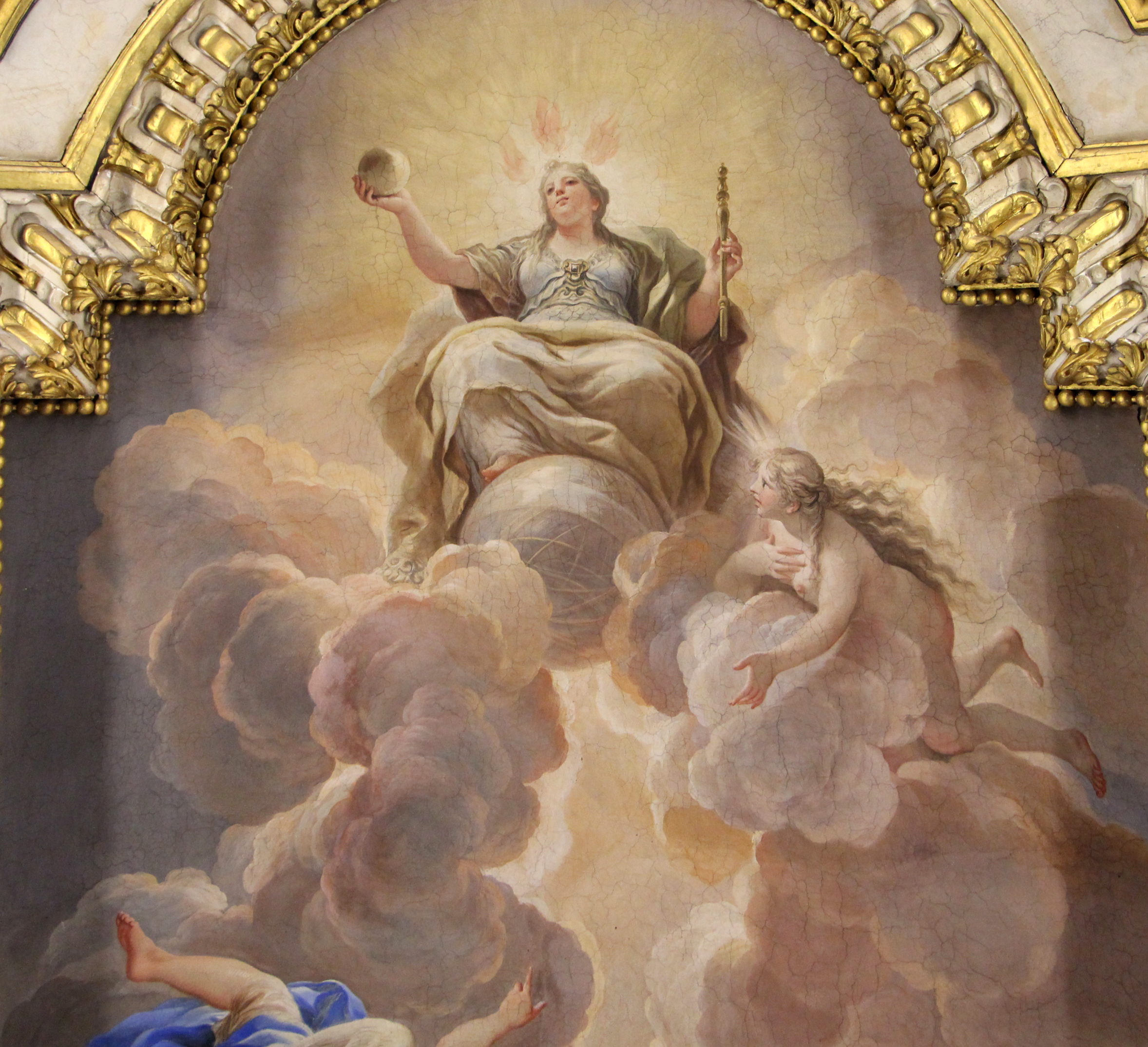
L'intelletto umano liberato dai lacci dell'ignoranza, affresco di Luca Giordano (1685) nella Biblioteca Riccardiana a Firenze.

La prima etimologia accenna all'intelletto come una facoltà capace di cogliere l'essenzialità che è all'interno (intus) delle cose e dei fatti. 
Il termine intelletto nel significato filosofico compare per la prima volta nella scolastica medioevale che lo usava per tradurre in latino la parola greca νοῦς o νόος (noûs, "nus") che i greci contrapponevano alla diànoia, la ragione.

## L'intelletto comenous
Il termine nel significato originario che si ritrova in Omero, dove indica l'organo sede della rappresentazione delle idee chiare, quindi la "comprensione", posseduta in misura maggiore dagli dèi; ovvero l'intendimento che le provoca.
In Anassagora il νοῦς come intelletto acquista un valore metafisico poiché in qualità di potenza attiva e ordinatrice, organizza il caos (ἄπειρον, ápeiron), creando così il mondo:
(Diogene Laerzio, Vite e dottrine dei più celebri filosofi, II, 6. Edizione a cura di Giovanni Reale. Milano, Bompiani, 2006, p. 151)

### Ilnouscome intuizione
Per Platone l'intelletto conserva quel grado di divinità attribuitogli da Anassagora, ma che ora viene riservato alla facoltà umana quando, con la visione delle idee, raggiunge il culmine della conoscenza e quindi del bene, della moralità connesse al mondo ideale.
Il grado di conoscenza raggiungibile con l'intelletto è superiore alla conoscenza "scientifica" che si può raggiungere con la matematica. L'intelletto infatti è quello che permette, senza alcun residuo di sensibilità, la visione pura e incontaminata delle idee.
Nella storia della filosofia compare con Platone la concezione della possibilità di un conoscere filosofico puro ed immediato della verità tramite l'intuizione intellettuale che nel mito della caverna viene distinta dall'erronea intuizione sensibile e contrapposta alla ragione, o dianoia, per la quale occorre invece la mediazione, cioè una serie di passaggi che portino alla conoscenza.

### Aristotele
Per Aristotele, a differenza di Platone, la visione intellettuale immediata non conosce contenuti concettuali definiti come le idee, separati dagli oggetti, ma giunge a coincidere con la verità insita negli oggetti stessi.
Il nous aristotelico riesce così a penetrare nell'interiorità, a cogliere ciò che ha l'essere in proprio, cioè la sostanza, quel sostrato che rimane sempre unico e identico a se stesso, prescindendo dalle particolarità esteriori.
Anche in Aristotele, tuttavia, come già in Platone, solo l'intelletto riesce a dare garanzia di verità, fornendo una conoscenza noetica, superiore a quella dia-noetica della razionalità logica o sillogistica: quest'ultima, infatti, è capace unicamente di trarre conclusioni coerenti con le premesse, di effettuare cioè deduzioni corrette da un punto di vista formale, ma senza assicurare in alcun modo la verità dei contenuti; per cui se il ragionamento parte da premesse false, anche il risultato sarà falso, pur essendo formalmente corretto se si sono osservate le regole della logica.
Poiché la verità di ogni premessa discende dalla conclusione di un precedente sillogismo, si instaurerebbe una catena all'infinito se al culmine non vi fossero delle «premesse immediate» (προτάσεις ἄμεσοι) che non abbiano bisogno a loro volta di essere sillogisticamente dimostrate vere, e queste sono i principi primi (ἀρχαί) a cui si arriva appunto, non per dimostrazione, ma tramite l'intuizione immediata dell'intelletto.
Questo perviene non solo a dei contenuti necessariamente e universalmente validi, da cui prenderà avvio la deduzione logica, ma anche a stabilire la forma con cui la deduzione sarà argomentata, ossia le leggi necessarie e universali che la guidano: esse sono il principio di identità, e quello di non-contraddizione, che vengono appercepite o intuite con la stessa immediatezza noetica.
Il processo attraverso cui l'intelletto giunge all'astrazione delle essenze è avviato inizialmente da un procedimento chiamato epagoghé (traducibile impropriamente con induzione), nel quale i sensi fanno attivare un primo movimento del pensiero ancora latente, altrimenti detto "intelletto potenziale"; in seguito a vari passaggi, si ha infine l'intervento di un trascendente "intelletto attivo", dotato cioè di conoscenza in atto, capace di "astrarre" le forme universali dagli oggetti. Queste rappresentano gli assiomi, comuni a una o più scienze, che costituiscono il primo passo di ogni sapere scientifico, e consentono all'intelletto di legarsi alla "scienza" a formare insieme la sophia.
L'intelletto si colloca così al vertice più alto della conoscenza, essendo non solo in grado di dare un fondamento universale e oggettivo ai sillogismi, ma comportando anche un'esperienza contemplativa, tipica di un sapere fine a se stesso, che rappresenta per Aristotele la quintessenza della saggezza.
(Aristotele, Dell'anima I, IV, 408b)

### Intelletto agente o attivo
L'intelletto agente o attivo in Aristotele è la capacità dell'intelletto di tradurre in atto, tramite le immagini sensibili, le essenze o le forme degli oggetti, conoscibili solo in potenza dall'intelletto potenziale o passivo.
Rifacendosi all'identità di essere e pensiero, l'intelletto passivo, dice Aristotele, «diventa tutte le cose», mentre l'intelletto attivo «tutte le produce... E questo intelletto è separato, impassibile e senza mescolanza, perché la sua sostanza è l'atto stesso».
Ad esempio, come è l'udito a dare vita al suono, facendolo passare all'essere, o come la luce rende attuali i colori che sono solo potenzialmente visibili, allo stesso modo ciò che esiste in potenza può passare all'atto solo per il tramite di un pensiero supremo, produttivo, che abbia già in sé tutte le forme.
La distinzione introdotta da Aristotele tra intelletto attivo e intelletto potenziale è stata in vario modo interpretata nel corso della storia della filosofia: 
per Alessandro di Afrodisia (II, III secolo) l'intelletto attivo è Dio che illumina l'intelletto passivo materiale dell'uomo, permettendo la conoscenza. 
Temistio (c. 317-c. 388) sostiene che l'intelletto attivo sia una parte dell'anima dell'uomo senza chiarire se esso sia lo stesso per tutti gli uomini o se questi ne abbiano uno particolare. 
Secondo Avicenna (980–1037), l'intelletto passivo è incorporeo e presente nell'uomo che arriva alla conoscenza tramite l'intervento dell'intelletto attivo trascendente ed immateriale, unico per tutti gli uomini. 
Averroè (1126–1198), seguendo la concezione di Alessandro di Afrodisia, sia l'intelletto attivo che quello passivo appartengono a Dio mentre l'uomo è solo dotato di immaginazione.
Gli interpreti aristotelici cristiani cercarono di correggere queste teorie dalle quali derivava la negazione dell'immortalità dell'anima, per cui Alberto Magno e Tommaso d'Aquino attribuirono all'anima dell'uomo entrambi gli intelletti, mentre Occam negò ogni distinzione riguardo all'intelletto che, unico e proprio dell'uomo, opera nel procedimento conoscitivo talora in forma potenziale e talora in modo attuale.
Ancora nel Rinascimento alcuni autori come Pietro Pomponazzi (1462–1525) ripresero la concezione di Alessandro di Afrodisia, altri come Alessandro Achillini (1463–1512), quella di Averroè, altri ancora come Francisco Suárez, S.J. ( 1548–1617), Tommaso De Vio (1469–1534),si ispirarono alle tesi tomistiche.

### Neoplatonismo
Nella filosofia neoplatonica (in particolare Plotino) l'Intelletto (Nous) è la seconda ipostasi, il livello di realtà che possiede più pienamente pensiero ed essere. Esso è molteplice, in quanto composto da diversi intelligibili o archetipi, ma più unitario rispetto al livello successivo, l'Anima, perché ogni intelligibile conosce sé stesso unitamente agli altri. Possiede una forma di pensiero intuitiva e perfetta, non discorsiva e non legata alle categorie di spazio e di tempo.

## Teologia
Nell'Ebraismo la comprensione intellettiva è stata oggetto di riflessione tra gli altri di Maimonide, anche in relazione alla Qabbalah.
Per la teologia cristiana, l'intelletto è uno dei sette doni dello Spirito Santo. Esso consente una comprensione immediata delle verità di fede, offrendo all'anima una visuale più viva e completa sulla realtà divina. Mentre la fede rappresenta una semplice adesione ai contenuti della Rivelazione, col dono dell'intelletto è possibile elevarsi ad un maggior livello di comprensione, non solo razionale, ma anche soprattutto intuitiva e interiormente sentita. Esso è quindi intelligenza del cuore oltre che della mente, che accresce le virtù del cristiano e approfondisce, senza aggiungervi nuove nozioni, i significati e le concezioni già implicite negli articoli di fede.

### Dall'agostinismo alla scolastica
Ad opera di Sant'Agostino la concezione teologica cristiana dell'intelletto riprende da vicino la dottrina neoplatonica, tramite la dottrina dell'illuminazione dell'intelletto umano da Dio, inteso come depositario delle idee. Il sapere dell'intelletto è per Agostino qualcosa di immediato, personale, ineffabile, simile all'intelletto di Plotino per il quale conoscere un oggetto equivale a mescolarsi, confondersi con esso.
Nella scolastica medioevale ispirata soprattutto ad Aristotele, ad esempio con San Tommaso, oltre a quelli neoplatonici si mantengono gli elementi fondamentali della concezione aristotelica. Permane così la differenza tra ragione e intelletto: mentre la prima conosce discorsivamente una realtà nelle sue relazioni con gli altri oggetti, l'intelletto arriva invece a penetrarne l'essenza in maniera assoluta e unitaria.

## Rinascimento
Per Nicola Cusano l'intelletto è superiore alla ragione perché rappresenta la sfera "divina" nell'uomo: a differenza della logica razionale, che è limitata dal principio di non-contraddizione (comune anche agli animali), l'intelletto (intellectus) riesce ad intuire la comune radice di ciò che appare contraddittorio alla semplice ragione (ratio), cogliendo unitariamente il molteplice tramite quella "coincidenza degli opposti" che è propria di Dio.
(Cusano, Apologia doctae ignorantiae, h II, S. 16, Z. 1-6)
Analogamente per Giordano Bruno l'intelletto «empie il tutto, illumina l'universo, è fabro del mondo», in maniera simile al Demiurgo platonico.

## XVII secolo
Con Cartesio scompare la distinzione fra intelletto e ragione, recuperata invece da Baruch Spinoza. Il discorso sull'intuizione intellettiva viene ripreso e approfondito da quest'ultimo, che la ritiene il sommo grado della conoscenza poiché tramite essa si può cogliere un sapere sub specie aeternitatis come quello del Dio spinoziano, immanente, coincidente con la Natura (Deus sive Natura). Tutto ciò che l'intelletto conosce intuitivamente ha infatti le caratteristiche dell'eternità infinita mentre la ragione può solo aggirarsi nell'ambito della finitezza.
Secondo John Locke invece bisogna superare l'opposizione tra ragione e intelletto per cui, dopo averne stabilito i limiti, si deve al solo intelletto la facoltà di conoscere, distinta dalla volontà.
Questa concezione rimane nella scuola inglese che distinguerà la conoscenza intellettuale, che ora viene intesa come intelligenza (understanding), da quella inferiore sensibile (Leibniz).
Come per Leibniz anche per la filosofia ispirata a Wolff la differenza tra la conoscenza intellettuale e quella sensibile è semplicemente qualitativa, nel senso che quella derivata dall'intelletto è chiara e distinta al contrario di quella sensibile oscura e confusa. Si deve infatti all'anima che partendo da un'apparente passività in realtà è sempre attiva, capace di progredire da una conoscenza confusa e oscura a una chiara e distinta.

## Kant
Immanuel Kant accuserà questa dottrina di «intellettualizzazione dei fenomeni» e restaurerà una netta distinzione tra la conoscenza sensibile e quella intellettuale, distinzione che tuttavia lo esporrà a sua volta alle accuse di cadere in un dualismo insanabile tra concetto e intuizione sensibile,  o tra fenomeno e noumeno. Per Kant, mentre la sensazione è passiva nella ricezione intuitiva dei dati sensoriali, l'intelletto opera attivamente come capacità di sintetizzare a priori la molteplicità dei fenomeni tramite le categorie, distinte dalle forme a priori della sensibilità (spazio e tempo), elaborando così concetti, pensando cioè concetti che hanno per contenuto i dati materiali che provengono dalla sensibilità, mettendo così in atto una collaborazione tra sensibilità ed intelletto.
Per mezzo dei sensi un oggetto ci è "dato"; per mezzo dell'intelletto un oggetto è "pensato". I pensieri dell'intelletto presuppongono infine una suprema attività ordinatrice che è l'io penso, il quale opera appunto tramite i giudizi dell'intelletto. Riducendo il pensiero ad attività di mediazione, sensibilità e intelletto diventano in tal modo del tutto eterogenei tra loro e non potrà pertanto esistere un intelletto intuitivo, che pensi in modo immediato come fa l'intuizione sensibile. «L'intelletto non può intuire nulla e i sensi non possono pensare nulla.» Solo Dio possiamo pensare che abbia un intelletto intuitivo ma questo perché egli nello stesso momento che pensa crea le cose e quindi le conosce sino in fondo, mentre l'uomo non può far altro che limitare la sua conoscenza ai fenomeni, alle cose come sensibilmente si presentano nell'apparenza fenomenica ai nostri sensi, inquadrandoli nelle forme di spazio e tempo, funzioni a priori della mente umana. La conoscenza dell'uomo sarà sempre finita nello spazio e nel tempo e pretendere una conoscenza che superi i limiti della sensibilità è l'origine del «fanatismo filosofico» e delle «fantasticherie metafisiche» che si sono succedute nella storia della filosofia a cominciare da Platone.

### Intelletto e ragione
Con Kant avviene tuttavia un'inversione tra intelletto e ragione: la tendenza ad andare oltre il finito diventa infatti prerogativa non del primo ma del secondo, sicché all'intelletto è ora assegnata la possibilità di costruire scienza in forma discorsiva, e alla ragione invece il compito superiore di rendere conto dei limiti della conoscenza umana.
La pretesa dell'intelletto di andare oltre la conoscenza del mondo fenomenico mette in moto la ragione che elabora idee che dovrebbero assolvere il compito metafisico di una conoscenza compiuta e perfetta di tutta l'esperienza fenomenica interiore, esteriore e noumenica, e cioè dell'anima, del mondo e di Dio. Ma quello a cui aspira la ragione è semplicemente la pretesa dei metafisici "dogmatici" di fondarla come una scienza che invece andrà inevitabilmente incontro alle antinomie.
Le idee della ragione infatti non hanno nessuna funzione nell'ambito della ragion pura, rispecchiano semplicemente l'esigenza alla totalità, priva di contenuto reale, della ragione umana che crea le idee, pure e semplici astrazioni di una metafisica che pretende di presentarsi come scienza. L'unica funzione che le idee svolgono nel campo conoscitivo sarà quella di offrirsi come modelli di perfetta compiutezza conoscitiva, cioè quella di stimolo all'andare oltre la conoscenza già raggiunta, ma niente più di questo. Il loro ruolo sarà assolto invece esclusivamente nell'ambito dell'etica, nella Critica della ragion pratica.

## Hegel e l'idealismo
Con l'idealismo viene mantenuta la confusione kantiana tra intelletto e ragione, che assegna alla seconda la capacità di cogliere la totalità del reale, e all'intelletto una funzione secondaria. Per Hegel la ragione è realmente superiore all'intelletto poiché mentre questo può essere applicato alle scienze particolari proprie dell'empirismo, la ragione è in grado di soddisfare la superiore conoscenza filosofica. Riprendendo da Fichte e Jacobi la concezione di un intelletto (Verstand) che cristallizza astrattamente le posizioni che invece il procedere dialettico della ragione (Vernunft) mostra come vive e in movimento, Hegel supera la logica classica affermando che l'intelletto si basa sul principio di contraddizione che invece la ragione è in grado di superare con il grado sintetico della dialettica. L'intuizione intellettuale nella sua funzione di apprensione dell'Assoluto era stata rivendicata da Fichte e Schelling nei confronti dell'intelletto mediatore kantiano che opera solamente nell'ambito del finito, Hegel ora dichiara la superiorità della ragione, contrapposta all'intuizione intellettuale, una «romantica fantasticheria», per la conoscenza dell'Assoluto.

## XX secolo
Con Henri Bergson si evolve la critica di stampo hegeliano dell'intelletto astratto ma questo viene inteso in maniera diversa assimilandovi la funzione dell'intelligenza che si esprime proprio nell'intelletto dove si manifesta anche l'istinto, da cui l'intelligenza deriva.

### Intelletto e intelligenza
Sebbene intelletto e intelligenza possano essere usati come sinonimi, l'etimologia suggerisce che il secondo derivi dal participio presente attivo latino intelligere, ossia "raccogliere nel mezzo", creazione di nuove forme di comprensione, mentre il termine intelletto, derivato dal participio passato di intelligere, denoterebbe "ciò che è stato raccolto", cioè categorie già esistenti, limitati ai fatti e alla conoscenza teorica.
Tipica dell'intelligenza umana è la capacità di creare strumenti inorganici per i quali l'homo faber prepara la strada all'''homo sapiens'' che tramite l'intelletto-intelligenza costruisce forme astratte, categorie, schemi di cui si servirà la scienza nello svolgere la sua funzione "economica", nel tradurre cioè la realtà complessa in elementi semplici utilizzabili.